# 폴 L. 프리먼 주니어
폴 L. 프리먼 주니어(Paul Lamar Freeman, Jr., 1907년 6월 29일 ~ 1988년 4월 17일)는 1962년부터 1965년까지 미국 육군의 4성 장군으로 복무하면서 미국 유럽 육군을 이끌었던 총사령관이었다. 한국 전쟁 당시 그는 지평리 전투와 제1·2차 원주 전투에서 활약했으며 전쟁이 끝난 이후에는 미국 국방참모대학교에서 일하기도 했다.